# Горьковская (Коми)
Горьковская  — деревня в Сысольском районе Республики Коми. Входит в состав сельского поселения Визинга. 
Расположено в 5 км к западу от райцентра Визинга.

## Население
| 2010 |
| ---- |
| 307  |